# Fabchannel.com
Fabchannel.com war ein niederländisches Unternehmen, das eine Internetseite eingerichtet hatte, um bis dahin unbekannten Künstlern des Landes eine Plattform zu bieten, auf der sie sich präsentieren konnten.
Das Projekt wurde im Jahr 2000 von Justin Kniest in Zusammenarbeit mit dem Internetprovider XS4ALL und dem Fernsehproduzenten Dutchview gestartet. Von Amsterdam wurden Auftritte in Amsterdamer Kulturzentren wie dem Paradiso oder Melkweg gestreamt.
Mit mehr als 1000 Konzerten, Performances, Debatten und Lesungen war das Portal der größte Anbieter von frei verfügbaren Konzertmitschnitten im Internet weltweit. Täglich wurden über 20.000 Besucher registriert. Außerdem wurde die Seite mit mehreren Preisen prämiert.
Am 3. April 2007 wurde bekanntgegeben, dass das Portal unter dem Namen „The Best of Fab“ einen eigenen Kanal bei Joost einrichten werde. Dort sollten die besten Ausschnitte aus Konzerten gesendet werden.
Fabchannel.com stellte aufgrund rückläufiger Budgets im Werbe- und Sponsormarkt am 13. März 2009 seinen Betrieb ein.

## Preise
- 2003 Spin Award: Winner Best Dutch Website Concept of 2003
- 2005 EuroPrix.nl: Overall Winner Best Dutch E-Content Production 2005
- 2005 Prix Europa: Winner Best European Website 2005
- 2006 Webby Awards: Winner Best Music Website 2006
- 2007 Style Award – Auszeichnung in der Kategorie Media
- 2007 W3 Silver Award: Winner 2007
- 2008 Website of the Year – Best Dutch Entertainment Site of 2008
- 2008 Heijpaal 2008 – Most innovative entertainment company of Holland

## Referenzen
- die Erben von MTV, Spiegel online
- Link-Wink: Komplette Konzerte auf Fabchannel, Netzwelt (Memento vom 11. Februar 2013 im Webarchiv archive.today)
- Fabchannel Konzert Portal erobert den deutschen Markt, Slidetone

1. ↑  http://www.fabchannel.com/deblog/
2. ↑  ibd.